# Diều Legge
Diều Legge (Danh pháp khoa học: Nisaetus kelaarti) là một loài chim săn mồi. Giống như tất cả các loài đại bàng, nó thuộc về họ Accipitridae. Nó sống trong tiểu lục địa Ấn Độ, từ miền nam Ấn Độ đến Sri Lanka.

## Đặc điểm
Diều Legge là một kích thước sải cách trung bình. Những cá thể lớn điển hình có phần lưng màu nâu và phần dưới bụng nhạt, với giới hạn trên mặt dưới của lông vũ và đuôi. Bụng được rất nhiều sọc. Sải cánh rất rộng với một cạnh uống cong, và được cấu trúc tại một V cạn trong chuyến bay. Giới tính tương tự nhau, nhưng chim non thường có vết trắng trên đầu.
Diều Legge của trước đây được coi là một phân loài của diều núi (Nisaetus nipalensis), nhưng nó là nhỏ hơn và có lông da bò dưới cánh. Một nghiên cứu năm 2008 dựa trên sự cô lập địa lý và khác biệt trong tiếng hót đề nghị này được coi là một loài đầy đủ, Nisaetus kelaarti với các vệt phần bụng nhiều hơn và hình dạng cánh giúp phân biệt loài này với phân loài tương tự. Nó là một con chim của núi rừng, trong đó xây dựng một tổ dính trên cây và thường đẻ một quả trứng duy nhất. Diều Legge ăn động vật có vú nhỏ, chim và bò sát.